# Szikaszarvas

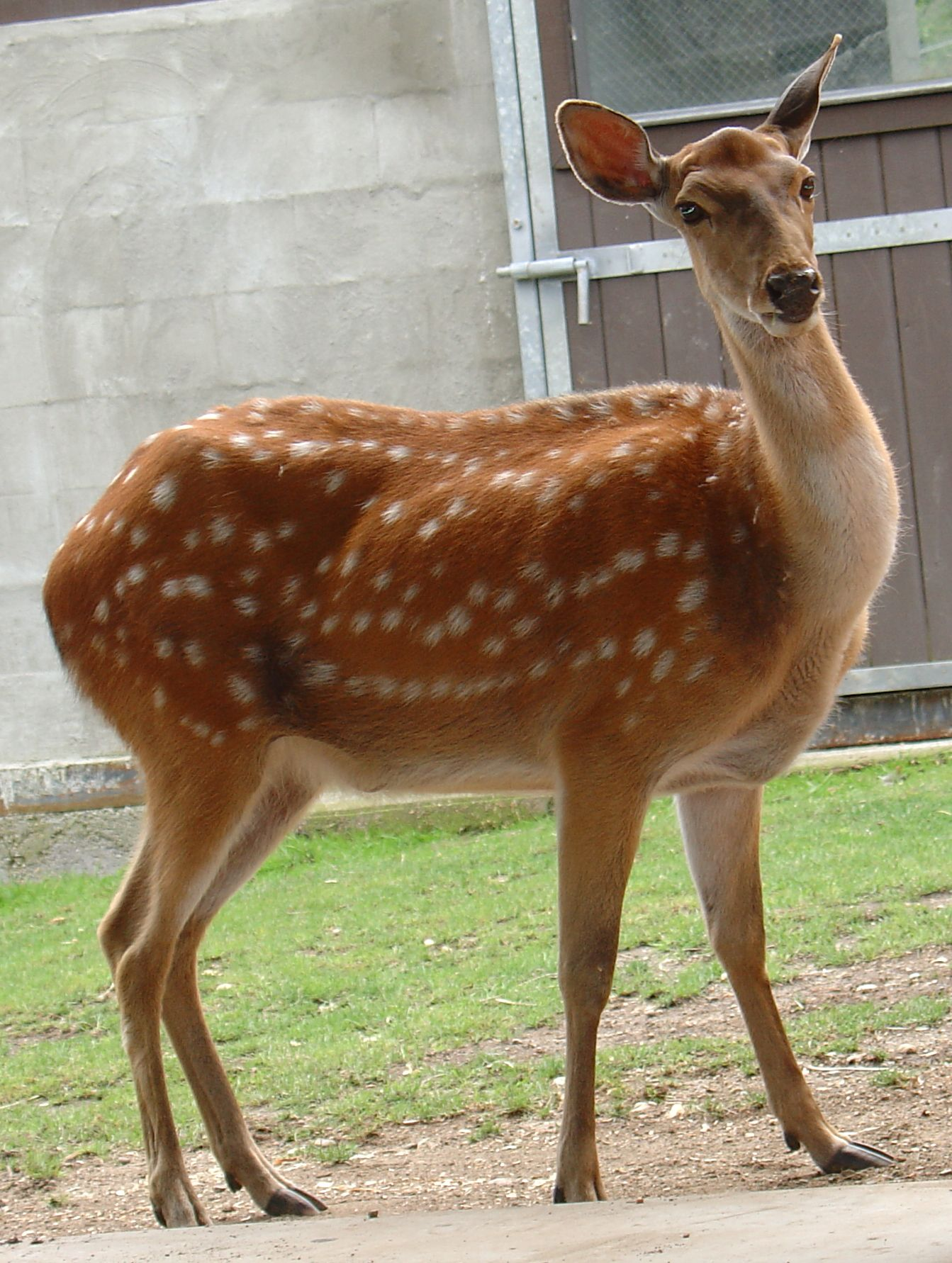
Tajvani szikaszarvas (Cervus nippon taiouanus) nősténye

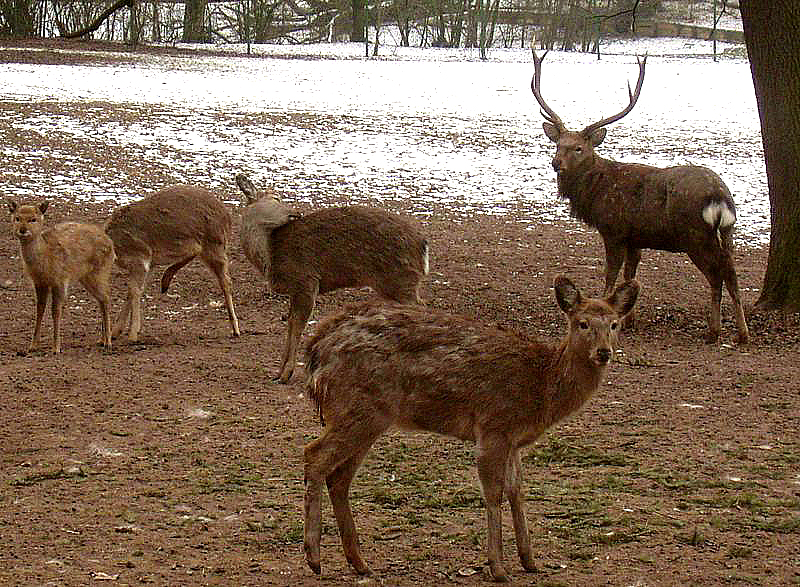
Dybowszki szikaszarvasok (Cervus nippon hortulorum) csoportja téli bundájukban

A szikaszarvas (Cervus nippon) az emlősök (Mammalia) osztályának párosujjú patások (Artiodactyla) rendjébe, ezen belül a szarvasfélék (Cervidae) családjába és a szarvasformák (Cervinae) alcsaládjába tartozó faj.

## Előfordulása
A szikaszarvas Vietnámban, Tajvanon, Koreában, Észak- és Délkelet-Kínában, Mandzsúriában és sok japán szigeten megtalálható. Japánban már századok óta szelídítik és tenyésztik ezt az állatot. A szikaszarvast betelepítették Európába, Ausztriába, Németországba, Dániába, Franciaországba, az Egyesült Királyságba, Írországba, Lengyelországba és kis számban Magyarországra is. Ezenkívül betelepítették Marokkóba, Ausztráliába, Új-Zélandra, Madagaszkárra és az Amerikai Egyesült Államokba (ott főleg Texas és Maryland államokba) is. A legtöbb helyre eredetileg vadaskertekbe telepítették be, de az onnan kiszökő állatok vadon élő populációkat alakítottak ki. Az élőhellyel szemben eredeti igényei messzemenően megegyeznek az európai szarvasfajokéival: ritkás lomberdők, elegyes erdők, a középhegységek és a síkságok kiterjedt ligeterdei.
Dél-Vesztfáliában már 1893-ban betelepítették egy nagy, bekerített területre. 1937-ben az állomány körülbelül 3000 példányt számlált, és a háború okozta csökkenés után 1958-ra újra elérte ezt a szintet. 1930 óta már teljesen szabadon is élnek ott szikaszarvasok. A vadászok vélekedése erről a vadfajról meglehetősen ellentmondásos. Egyesek elutasítják, mert agancsa sokkal gyengébb, mint a gímszarvasé vagy az európai dámvadé, mások azért becsülik, mert kevés vadkárt okoz. A volt Szovjetunióba azért vitték be, hogy javítsák a vadhúsellátást, másrészt a Panten nevű drog miatt, amelyet a szikaszarvas barkás agancsából nyernek, és amely különösen Kínában nagyon keresett. Ma ezt főként az e célból berendezett farmokon termelik.
A szikaszarvas jól bírja a telet, ezért sokkal jobban alkalmazkodik az európai éghajlathoz, mint a hozzá alkatilag hasonló, de a trópusokról származó pettyes szarvas. A telepítések eredményessége legalább részben szintén annak köszönhető, hogy elviseli az itteni teleket. De talán a faj méretein is múlt, hogy könnyebben beilleszkedett a nagy testű gímszarvas és a nálánál kisebb európai őz közé. A Würm-glaciális előtti európai erdőkben valószínűleg éltek már egyszer szikaszarvasok, és feltehetőleg az erősebb gímszarvas szorította őket kelet felé.

## Alfajai
A szikaszarvas számos állományában, főleg a kínai állományok körében nagymértékű genetikai szennyeződés lépett fel; vagyis a szikaszarvas különböző alfajainak önálló génállománya megromlott. A különböző szikaszarvas alfajok és az ázsiai vapitik, valamint a gímszarvasok hibrid állományokat hoztak létre. Mivel mindhárom szarvasfaj igen közeli rokona egymásnak, a hibrid példányok is ivarképesek; ez pedig a további génromláshoz vezet. Emiatt egyes rendszerezők a Dybowszki szikaszarvast (Cervus nippon hortulorum) nem tekintik önálló alfajnak, hanem egy efféle hibrid állománynak. Más alfajok helyzete is bizonytalanná vált. Ugyanúgy a szikaszarvas is veszélyezteti a Brit-szigeteken élő gímszarvas alfajok tiszta, önálló génállományát.
Az alábbi 13 alfajt egyaránt elismeri a „Mammal Species of the World”:
- Cervus nippon aplodontus Heude, 1884 – Honsú szigetének északi részén fordul elő.
- Shanxi szikaszarvas (Cervus nippon grassianus) Heude, 1884 - Sanhszi tartományban él, Kínában. Súlyosan veszélyeztetett alfaj, lehet, hogy mára ki is halt.
- Kerama szikaszarvas vagy Rjúkjú-szigeteki szikaszarvas (Cervus nippon keramae) Kuroda, 1924 – Rjúkjú-szigetek, ez a legkisebb alfaj. Mára a szigetcsoport három apró lakatlan szigetén él csak. Kihalással fenyegetett alfaj.
- Dél-kínai szikaszarvas (Cervus nippon kopschi) Swinhoe, 1873 – Közép-Kína keleti részén és Délkelet-Kínában élő, súlyosan veszélyeztetett alfaj.
- Észak-kínai szikaszarvas (Cervus nippon mandarinus) Milne-Edwards, 1871 – Kína északkeleti részein él. Kihalással közvetlenül fenyegetett alfaj, lehet, hogy már ki is halt.
- Mandzsúriai szikaszarvas (Cervus nippon mantchuricus) Swinhoe, 1864 – Mandzsúria, Koreai-félsziget
- Japán szikaszarvas (Cervus nippon nippon) Temminck, 1838 - Japán szigetei közül Honsú déli részén, Kjúsú és Sikoku szigetén él.
- Vietnámi szikaszarvas (Cervus nippon pseudaxis) Gervais, 1841 – Vietnám északi részén él. A Természetvédelmi Világszövetség szerint a kihalás szélén áll, vadon ma már csak a Cuc-Phuong Nemzeti Parkban él. Megítélése nem teljesen egységes, egyes szerzők szerint azonos a dél-kínai szikaszarvassal, mások szerint különálló alfaj.
- Tsushima szikaszarvas (Cervus nippon pulchellus) Imaizumi, 1970 – Tsushima-sziget
- Szecsuani szikaszarvas (Cervus nippon sichuanicus) Guo, Chen & Wang, 1978 – Kína déli részén, Szecsuan és Kanszu tartományokban élő, súlyosan veszélyeztetett alfaj.
- Jolo-szigeteki szikaszarvas (Cervus nippon soloensis) Heude, 1888 - Jolo-szigetek, a Fülöp-szigetektől délre. Mivel nagyon nagy távolságra él a többi alfajtól és a közöttük levő szigeteken nincs nyoma, valószínűsíthető, hogy több száz éve betelepítették a szigetekre.[2]
- Tajvani szikaszarvas (Cervus nippon taiouanus) Blyth, 1860 – Tajvan, kihalással közvetlenül fenyegetett alfaj.
- Hokkaidói szikaszarvas (Cervus nippon yesoensis) Heude, 1884 – Hokkaidó szigete, Japán

Az alábbi alfajok, csak egyes forrásokban vannak meg; köztük a „Mammal Species of the World”-ban is:
- Cervus nippon centralis – Honsú szigetének középső részén fordul elő.
- Dybowszki szikaszarvas (Cervus nippon hortulorum vagy Cervus nippon hortulanum) Swinhoe, 1864 – többek szerint nem alfaj, hanem hibrid állomány; Usszuri-föld és az Amur-vidék Kelet-Szibériában
- Cervus nippon mageshimae Kuroda & Okada, 1950
- Cervus nippon yakushimae Kuroda & Okada, 1950

## Megjelenése

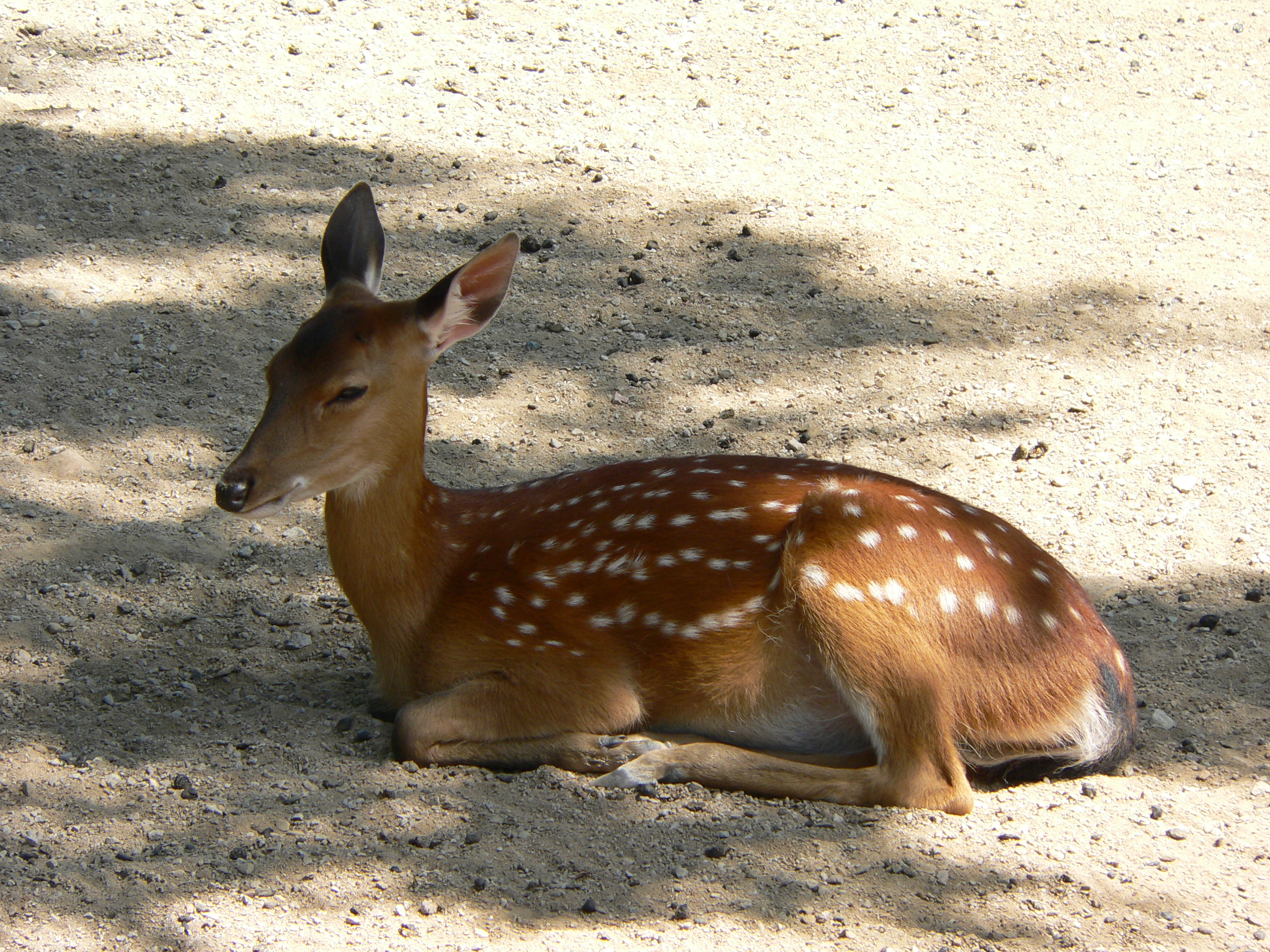
A súlyosan veszélyeztetett Vietnami szikaszarvas (Cervus nippon pseudaxis) nősténye, ez az alfaj mára egyetlen vietnami nemzeti parkban maradt csak fenn

Az állat hossza 105-150 centiméter, marmagassága 65-105 centiméter, farokhossza 12 centiméter és testtömege 25-110 kilogramm. Végleges testméretét 4 éves korára éri el. A szőrzet színe nyáron sárgásbarna, a test két oldalán sárgásfehér foltokkal; jó álcát biztosít az állatnak, amikor a ritkás erdőben legel. Télen, amikor ritkább a növényzet, a bunda színe szürkésbarnává válik, s a foltok színe is megfakul. A bőgési időszakban és télen a bikának rövid sörénye van. Az állat testének hátulsó része erőteljes, sokkal kevésbé kecses, mint a pettyes szarvasé. A bokamirigy, a bokaízület alatt található. A bokamirigy erős szagú váladékot termel; a szarvas e váladékot alacsony ágakhoz és bokrokhoz dörzsöli, így jelöli meg revírjét. Az agancs ledobása az évszakos rend szerint történik; a szarvas ledobja az agancsszárakat, és 125 napon belül új pár nő a helyükre. Agancsa valamivel könnyebb, mint a gímszarvasé vagy a dámszarvasé, nincs lapátja és gyengén ágazott. Jellegzetes agancsán többnyire csak 3, ritkán 4 ág van. A farok rövid és fehér, középen fekete csíkkal. Ha az állat veszélyt érez, felcsapja a farkát. A tehén kisebb a bikánál és nincs agancsa. Az év legnagyobb részében vemhes, vagy éppen borját gondozza.

## Életmódja
A bikák egyedül vagy kis csapatokban, a tehenek kis családi kötelékekben élnek. Nappal és éjszaka egyaránt tevékeny. Szívesebben bujkál a sűrűben, mint hogy a nyílt területeken szaladjon, ha üldözik, gyorsan elfárad, ezért a kóbor kutyák súlyos veszélyt jelentenek számára. Tápláléka fűfélék, levelek és lágy szárú növények. Az állat nem bírja úgy a nyers rostokat, mint a gímszarvas, azért valamivel többet válogat a növények között. A szikaszarvas 15 évig él.

## Szaporodása

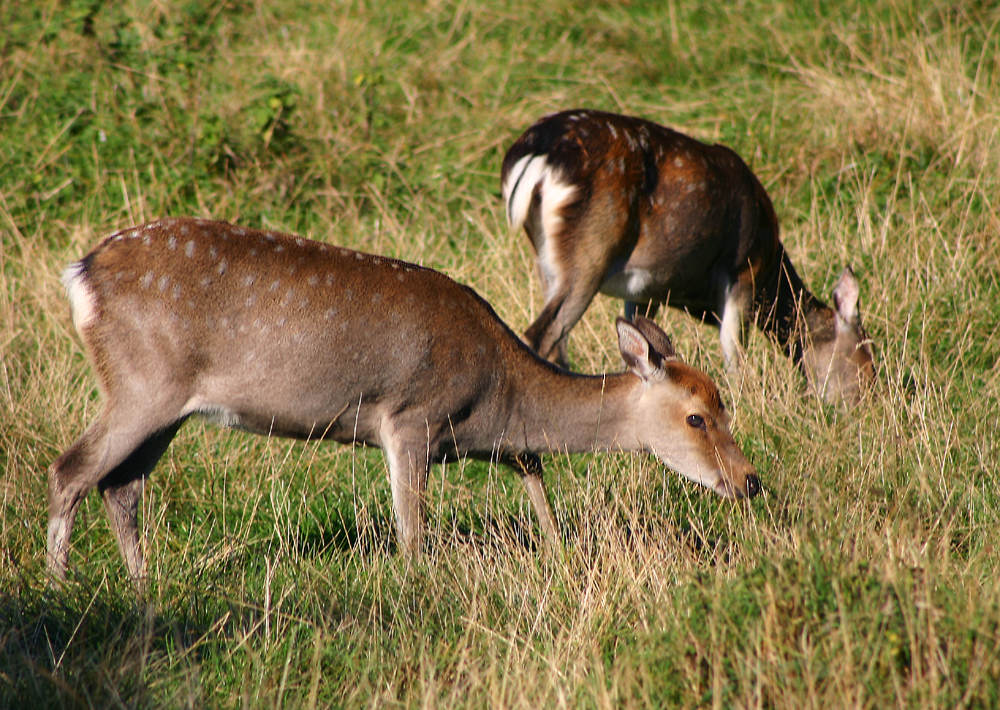

Az ivarérettséget 18-24 hónapos korban éri el. A párzási időszak októberben van, de átnyúlik novemberbe is. Ekkor a bikák elnyújtott, erősödő, majd gyengülő füttyöt hallatnak, amelyet csak hosszabb szünet után ismételnek meg. A vemhesség 7-8 hónapig tart, amelynek végén rendszerint egy borjú születik. A vemhesség 4-6 hónap után következik be, mivel a csíra télen pihen.

## Természetvédelmi helyzete
Bár a fajt a Természetvédelmi Világszövetség összességében, mint "nem fenyegetett"-et tartja nyilván, ennek oka a nagyszámú betelepített populációk miatt van. Igazából csak a Japánban élő és az Ázsia északi részén élő alfajok vannak biztonságban. A Kínában, Vietnamban és a különböző szigeteken élő alfajok mindegyik veszélyeztetett valamilyen formában. Többet közülük súlyosan fenyeget a kihalás veszélye, sőt némelyikből az utóbbi években nem láttak egyetlen egyedet sem, így valószínűsíthető, hogy ki is haltak.
Magyarországon a Nyíregyházi Állatparkban láthatóak.